# Smilewound
Smilewound è un album discografico del gruppo islandese múm pubblicato nel 2013.

## Tracce
1. Toothwheels
2. Underwater Snow
3. When Girls Collide
4. Slow Down
5. Candlestick
6. One Smile
7. Eternity is the Wait Between Breaths
8. The Colorful Stabwound
9. Sweet Impressions
10. Time to Scream and Shout

Bonus track
1. Whistle (feat. Kylie Minogue)